# Блумфилд Хилс (Мичиген)
Блумфилд Хилс (енгл. Bloomfield Hills) град је у америчкој савезној држави Мичиген. По попису становништва из 2010. у њему је живело 3.869 становника.

## Демографија
Према попису становништва из 2010. у граду је живело 3.869 становника, што је -71 (-1.8%) становника више него 2000. године.
| Група             | 2000.         | 2010.         |
| Белци             | 3.537 (89,8%) | 3.334 (86,2%) |
| Афроамериканци    | 65 (1,6%)     | 157 (4,1%)    |
| Азијати           | 259 (6,6%)    | 260 (6,7%)    |
| Хиспаноамериканци | 43 (1,1%)     | 59 (1,5%)     |
| Укупно            | 3.940         | 3.869         |